# Noir (humain)
Pour les articles homonymes, voir Noir (homonymie).
Cette page contient des caractères spéciaux ou non latins. S’ils s’affichent mal (▯, ?, etc.), consultez la page d’aide Unicode.
 (juillet 2020).
Si vous disposez d'ouvrages ou d'articles de référence ou si vous connaissez des sites web de qualité traitant du thème abordé ici, merci de compléter l'article en donnant les références utiles à sa vérifiabilité et en les liant à la section « Notes et références ».
Le terme Noir est employé, dans le langage courant, pour désigner un être humain caractérisé par une couleur de peau foncée.
Ce terme qui désigne souvent des êtres humains originaires d'Afrique subsaharienne peut être utilisé aussi pour qualifier des personnes asiatiques (Dravidiens, Négritos...) ou océaniennes[réf. nécessaire] (Papous, Aborigènes[citation nécessaire], Mélanésiens…).
Les études scientifiques, fondées depuis le milieu du XXe siècle sur la génétique, ont affirmé que le concept de race n'est pas pertinent pour caractériser les différents sous-groupes géographiques de l'espèce humaine, car la variabilité génétique entre individus d'un même sous-groupe est plus importante que la variabilité génétique moyenne entre sous-groupes géographiques,. Le consensus scientifique actuel rejette en tout état de cause la présence d'arguments biologiques pour légitimer la notion de race,.

## Définition, synonymes et usages

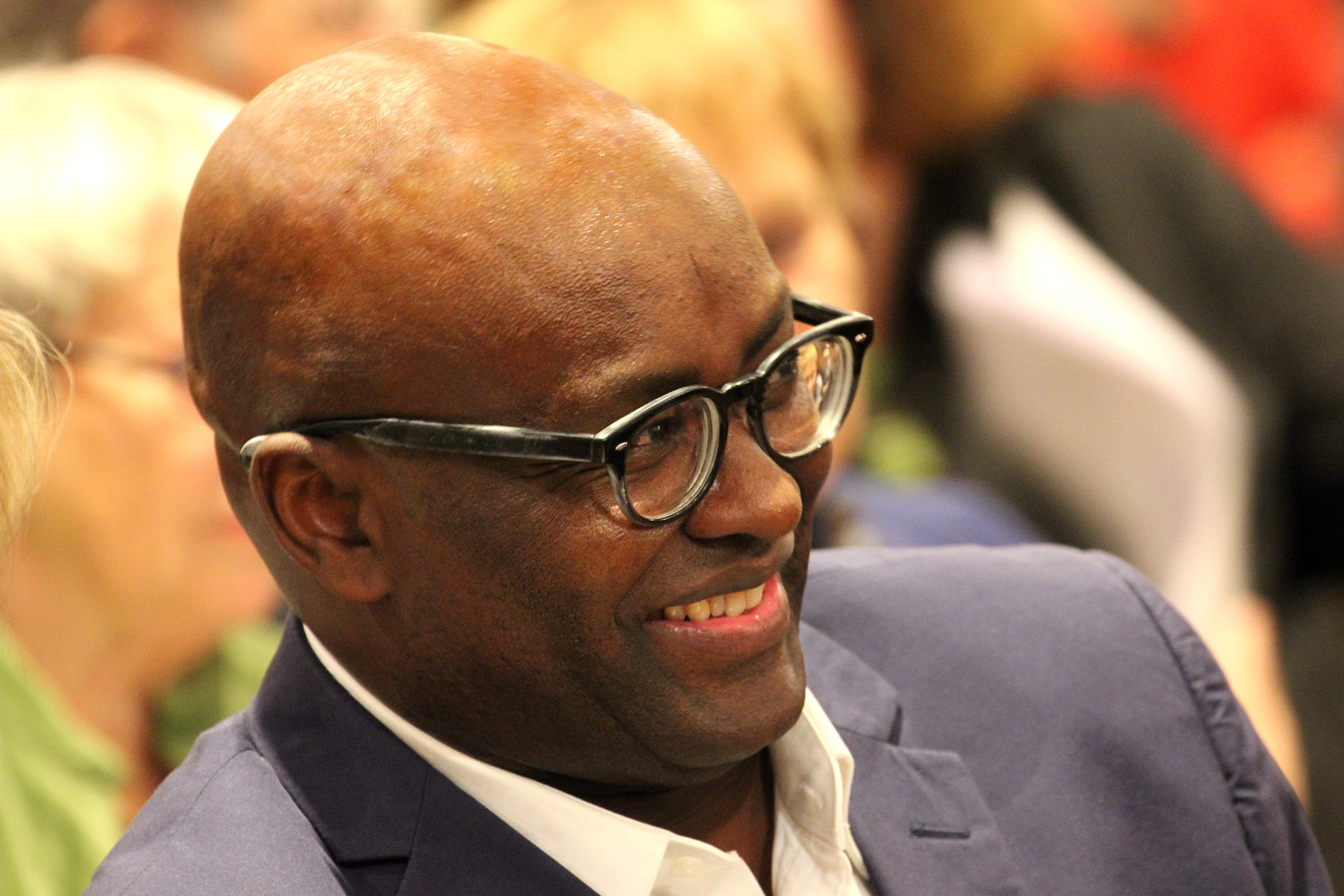
Achille Mbembe, l'auteur du livre Critique de la raison nègre.

Basée sur la pigmentation de la peau, la catégorie « Noir » n'a pas de définition formelle et objective. Au début du XXe siècle, alors que les théories raciales étaient très répandues, ce terme était associé à la notion de « race noire » et désignait des individus à la couleur de peau plus ou moins foncée, souvent aux cheveux noirs et aux yeux bruns, originaires d'Afrique subsaharienne et dans une moindre mesure d'Asie du Sud et d'Océanie. Aux XIXe et XXe siècles, des anthropologues tentaient de définir une « race noire ». Ce terme est également utilisé par les législations des États qui pratiquent une discrimination basée sur une distinction entre races.
La pertinence de la classification de l'humanité en un certain nombre de « races » est aujourd'hui contestée et débattue par les scientifiques, notamment à partir des recherches génétiques. Alberto Piazza en 1997, Craig Venter en 2000 et Tony Fitzpatrick en 2003 affirment qu'il est impossible de diviser l'humanité en races, ta, Marcus Feldman (en), Richard Lewontin et Mary-Claire King affirment que le génome d'une personne permet d'identifier « la zone géographique d'où ses ancêtres sont issus », qu'ils appellent « race » en anglais. Les chercheurs précisent que cette « ascendance géographique » ne recouvre pas le cloisonnement racial que prétend définir l'acception ordinaire du mot « race » ; elle rend compte de l'hétérogénéité génétique des origines familiales des individus. Le terme de race demeure cependant d'un emploi courant dans certaines langues, notamment l'anglais.
L'expression mélanoderme (du grec μέλας / mélas, noir, et δέρμα / dérma, peau) a pu également être employée dans le cadre de discours prétendument scientifiques et d'argumentaires racistes. Le terme « noir » lui-même, employé pour désigner une personne par la couleur de sa peau, peut parfois être perçu comme une injure raciste. La journaliste Tania de Montaigne décrie le terme « noir » et affirme que « les Noirs n'existent pas ».

### Évolution sémantique
Au Moyen Âge, le soldat noir des Sarrasins, l’« homme à la face de mûre » est appelé « Maure ».
À la Renaissance, les Portugais appelleront « nègres » (de l'espagnol negro, « noir ») les Africains qu'ils ramèneront au-delà du Ras Nouadhibou et qu'ils réduisent en esclavage. En 1529, le substantif « nègre » et son équivalent féminin « négresse » entrent dans le vocabulaire français. Ce terme va coexister avec le substantif « Noir » (qui jusqu'au XIXe siècle peut aussi désigner simplement une personne aux cheveux noirs). Au XVIIIe siècle, « nègre » devient péjoratif puisqu'il devient synonyme avec « esclave ». « Noir », au contraire, désigne les Africains n'ayant pas subi l'esclavage et il est beaucoup plus neutre,.
Lors de la Révolution française, l'expression « homme de couleur » est formée pour servir de litote au terme « Noir ». Ce terme va toutefois s'élargir progressivement pour finalement désigner tous les non-blancs ou « basanés ».
Au XIXe siècle, lors de la colonisation européenne de l'Afrique, les mots « nègre » et « noir » sont employés d'une manière interchangeable pour désigner les habitants de l'Afrique Noire puisque le travail forcé s'est substitué à l'esclavage.
Dans les années 1930, un courant littéraire dont les représentants les plus connus sont le Sénégalais Léopold Sédar Senghor et le Martiniquais Aimé Césaire, a entrepris de valoriser l'« appartenance noire » par l'usage du terme « nègre » et en inventant le néologisme « négritude ».
Aux États-Unis d'Amérique, le terme raciste nigger (« nègre ») est une appellation particulièrement injurieuse héritée de la Ségrégation raciale. Certains Afro-Américains utilisent le mot nigga afin de faire un retournement du stigmate, par exemple le groupe gangsta rap : Niggaz With Attitude[réf. nécessaire]. En France, une tendance comparable s'accentue. Ainsi il n'est pas rare que des jeunes utilisent les termes négro ou renoi (verlan de « noir ») dans un but revendicatif. Ceci peut également s'expliquer par le fait qu'en France les groupes de jeunes sont souvent cosmopolites à l'inverse de ceux des États-Unis. Dans le cas présent, ces expressions sont utilisées dans un but distinctif, et pas seulement par les jeunes Noirs[réf. nécessaire].
Le mot Black est un anglicisme épicène (on dit « une Black »), introduit dans le langage français dans les années 1990.
À La Réunion, l'expression « mon noir » prononcée « mounoir » a fini par s'employer familièrement au sens de « mon vieux » sur un ton amical et sans que l'interlocuteur soit forcément noir. Un livre de recettes culinaires réunionnaises dû à Nicole Carrère (Nouvelle imprimerie dionysienne, 1978) s’appelle précisément Gout'ça, mounoir (« Goûte ça, mon vieux »).

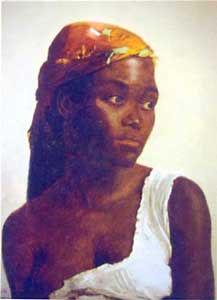
La Négresse, May Alcott Nieriker, 1879.

### Usages contemporains

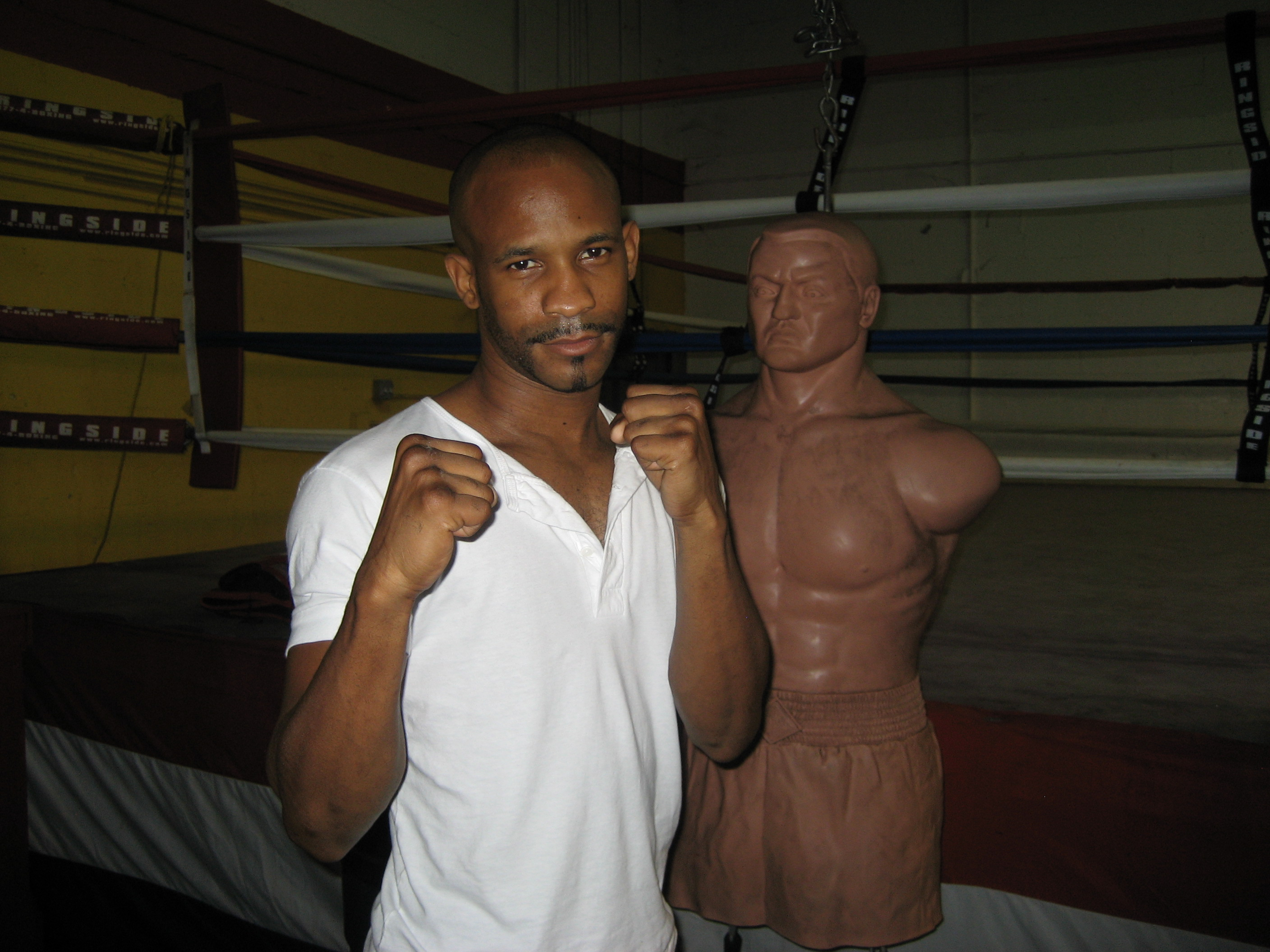
Yan Barthelemí, boxeur cubain.

En Amérique du Nord, des pays comme les États-Unis et le Canada utilisent le terme dans un but de classification statistique. Certains pays européens comme le Royaume-Uni également. Les États-Unis ont fini par lui substituer officiellement le terme d'Afro-Américain (African-American) principalement à la suite du mouvement afro-américain des droits civiques. L'usage du terme black, y compris par les Noirs américains eux-mêmes, demeure néanmoins très courant. Le terme noir est également couramment utilisé dans la langue française par les intéressés, y compris dans le choix d'appellations communautaires, comme dans le cas du Conseil représentatif des associations noires de France.
Ce descriptif par la couleur de peau est également utilisé dans la plupart des pays d'Europe et au Canada dans un cadre criminologique (localisation de personnes disparues, de témoins ou de suspects) pour répondre à un besoin d'identification par une description physique énoncée oralement (de la même façon, le terme Caucasien est employé au Canada pour décrire oralement un individu dont la peau est de couleur blanche).

## En France
La France héberge, du fait de son histoire et de sa géographie, une importante population « noire ». Toutefois, celle-ci est bien moins homogène qu'aux Etats-Unis, puisqu'elle se compose à la fois de descendants d'esclaves des colonies et territoires d'outre-mer (les créoles des Antilles et cafres de la Réunion, par exemple), d'Africains issus de la colonisation, d'Africains issus de l'immigration (y compris de pays qui ne sont pas d'anciennes colonies), de dravidiens (notamment l'importante communauté tamoule), et même de Mélanésiens (notamment en Nouvelle-Calédonie et à Wallis et Futuna)[réf. nécessaire]. Toutes ces populations sont par ailleurs infusées de métissages parfois anciens qui complexifient d'autant plus leur éventuelle délimitation[réf. souhaitée]. Enfin, l'absence de statistiques ethniques en France limite les données exploitables.
Cette grande complexité à parler des « Noirs » en France a notamment servi de base scénaristique au film Tout simplement noir (de Jean-Pascal Zadi et John Wax, 2020), qui illustre la distance qu'il y a entre des personnalités comme Claudia Tagbo (comédienne ivoirienne naturalisée française), Omar Sy (comédien français né à Trappes de parents sénégalais et mauritaniens), Lucien Jean-Baptiste (comédien martiniquais), JoeyStarr (né à Paris de parents martiniquais issus d'un métissage afro-caribéen, breton et chinois), Éric Judor (né d'un père lui-même métis de Guadeloupe et d'une mère autrichienne) ou encore Vikash Dhorasoo (footballeur franco-mauricien d'origine indienne télougoue).

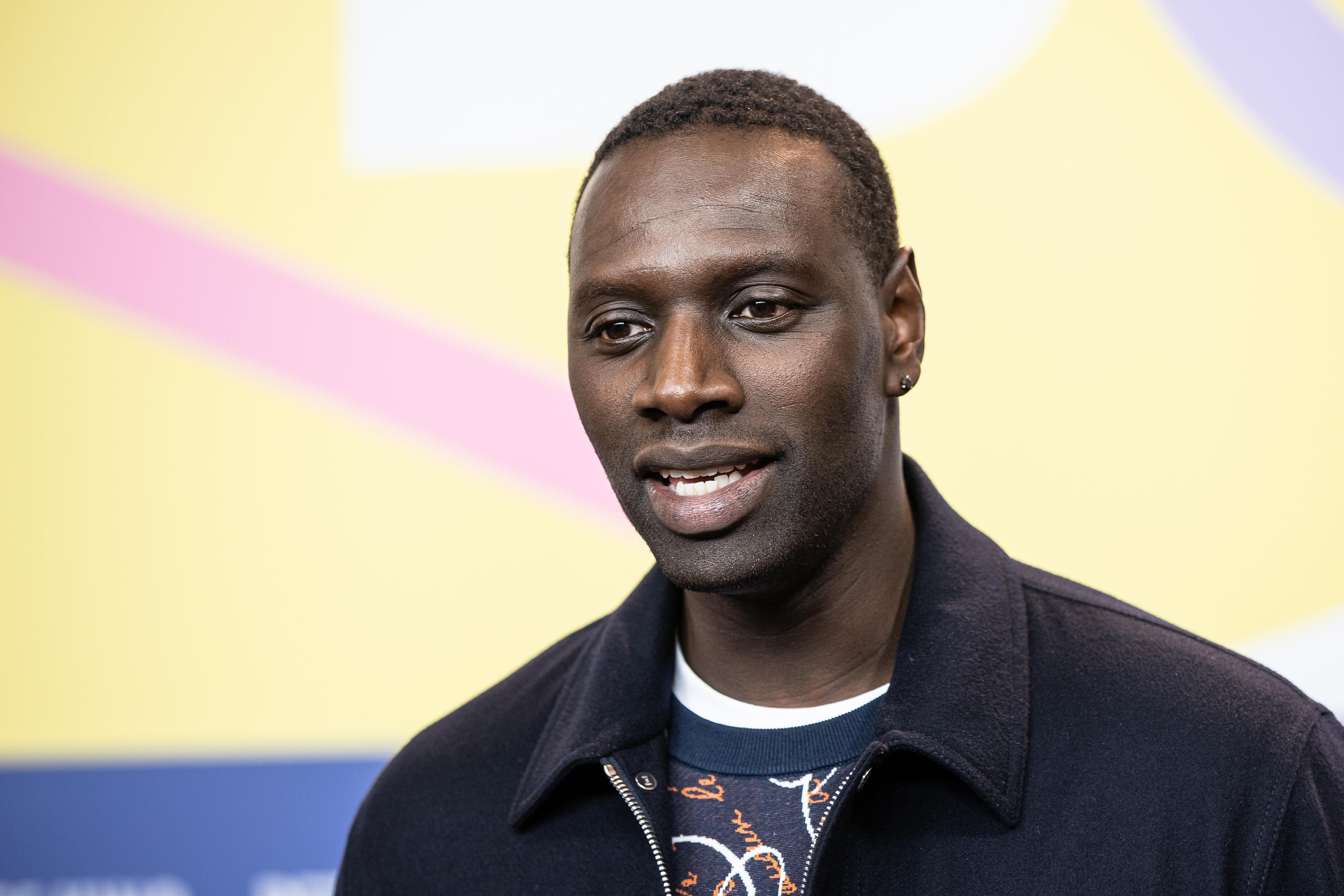
Omar Sy, comédien d'origine sénégalaise et mauritanienne.
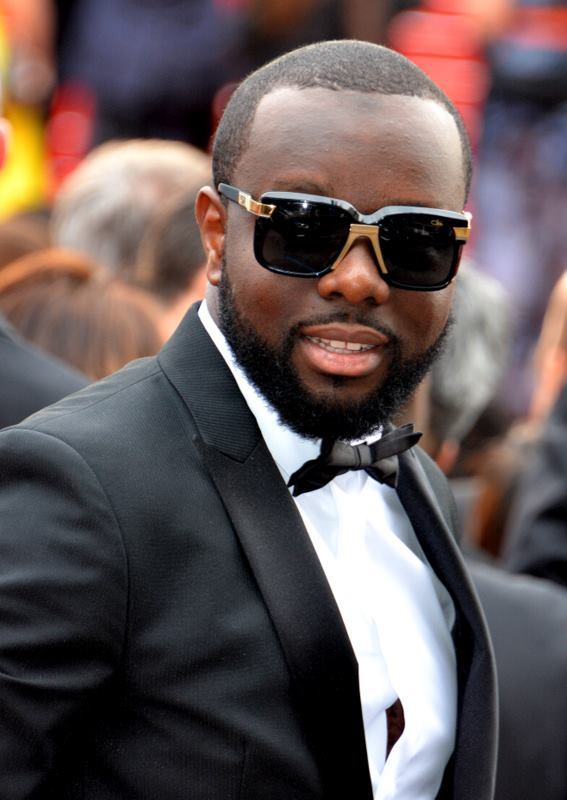
Maître Gims, chanteur congolais.
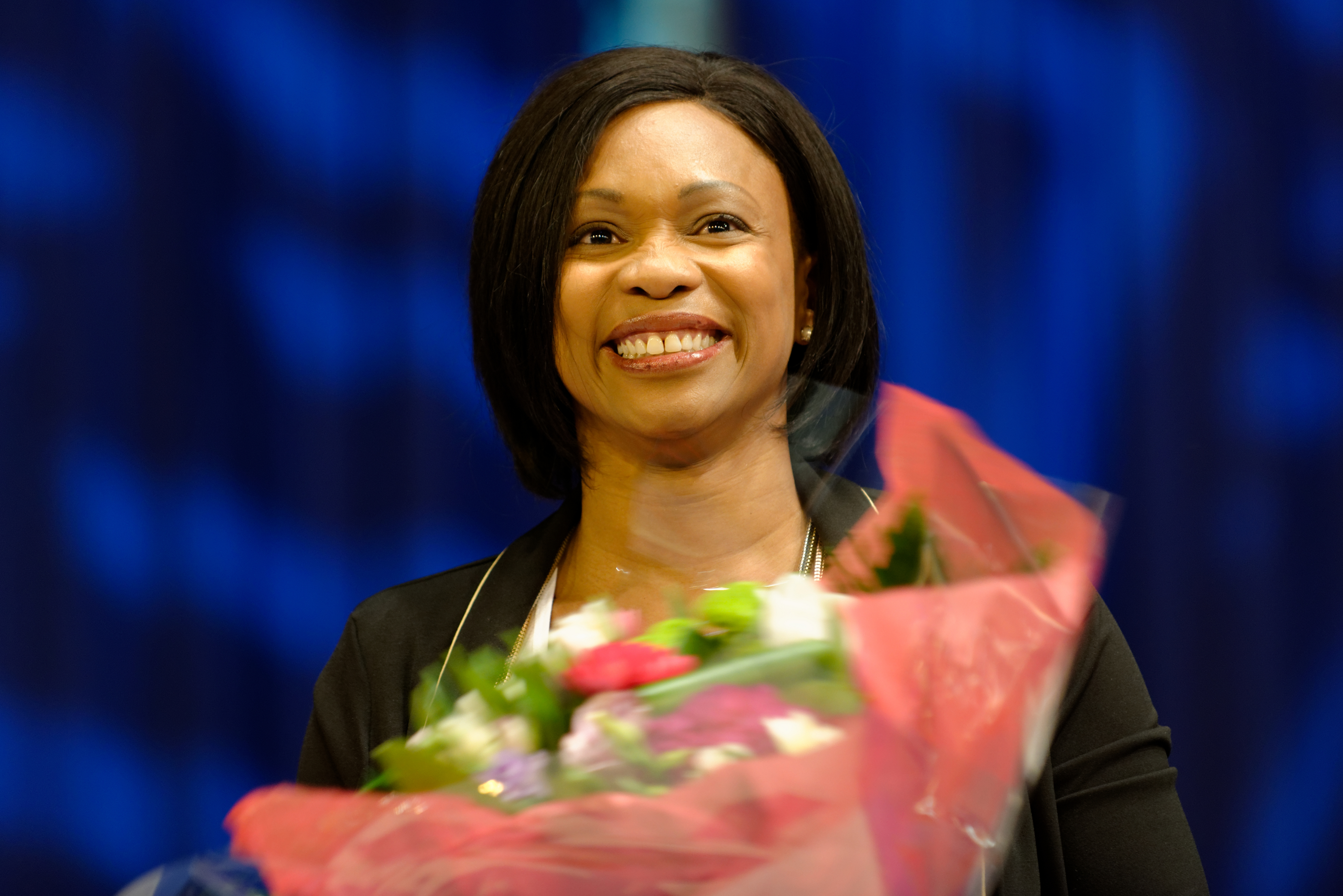
Laura Flessel, une sportive et politicienne créole guadeloupéenne.
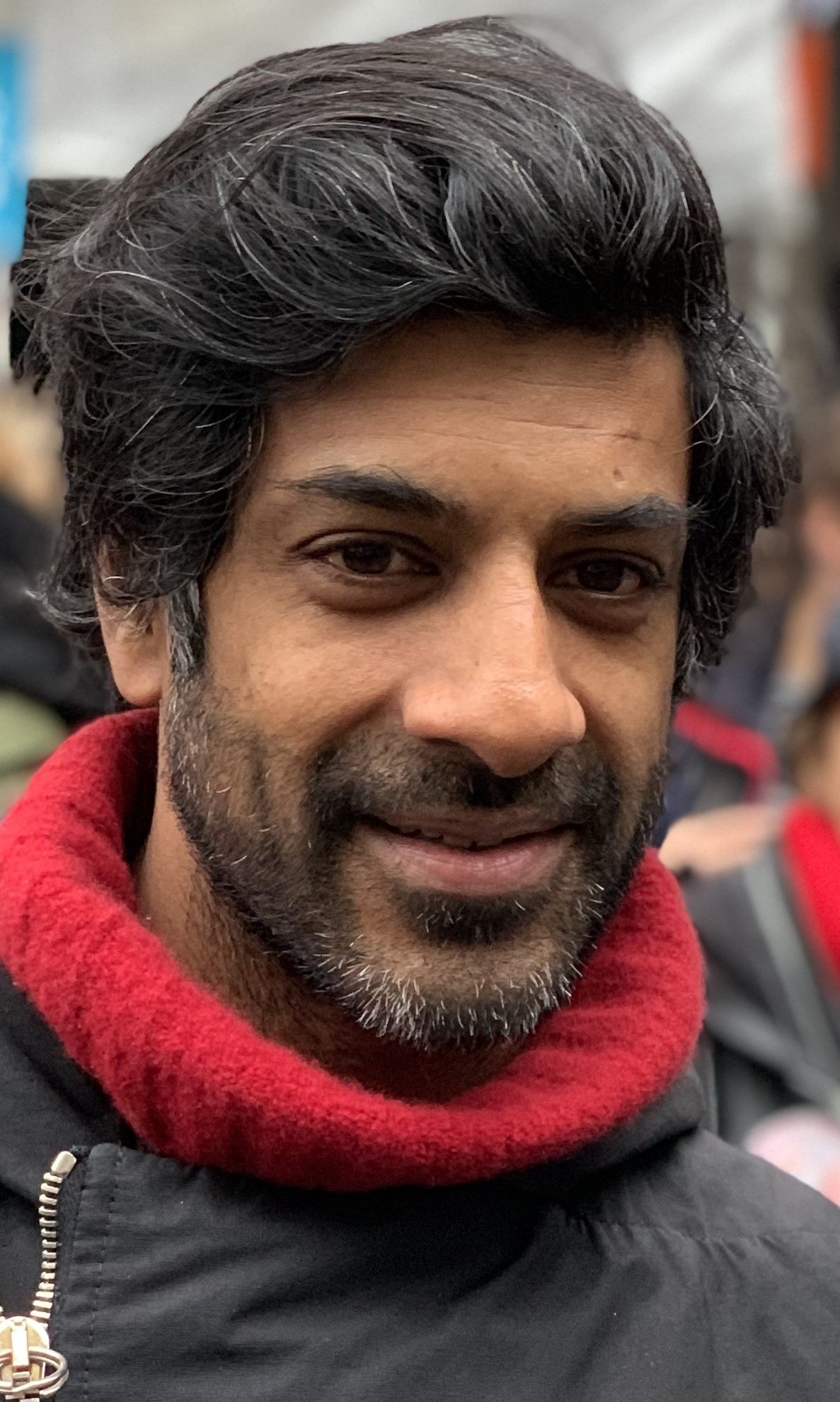
Vikash Dhorasoo, un footballeur d'origine indo-mauricienne.
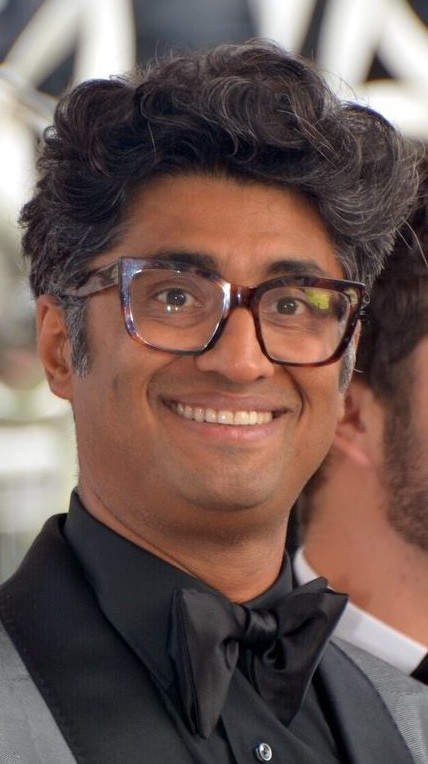
Sébastien Folin, un animateur d'origine indo-malgache.
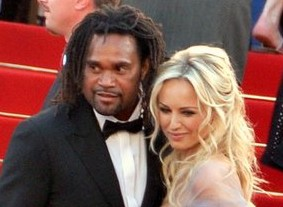
Christian Karembeu, un footballeur mélanésien de Nouvelle-Calédonie.
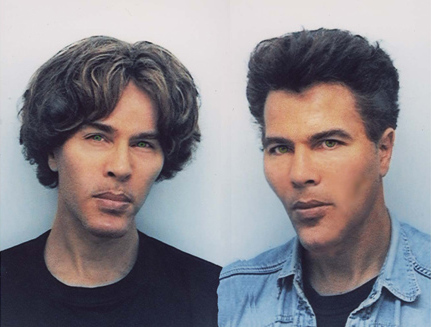
Les jumeaux Igor et Grichka Bogdanoff auraient pu être considérés comme « Afro-Américains » dans la nomenclature des États-Unis.

## Aux États-Unis

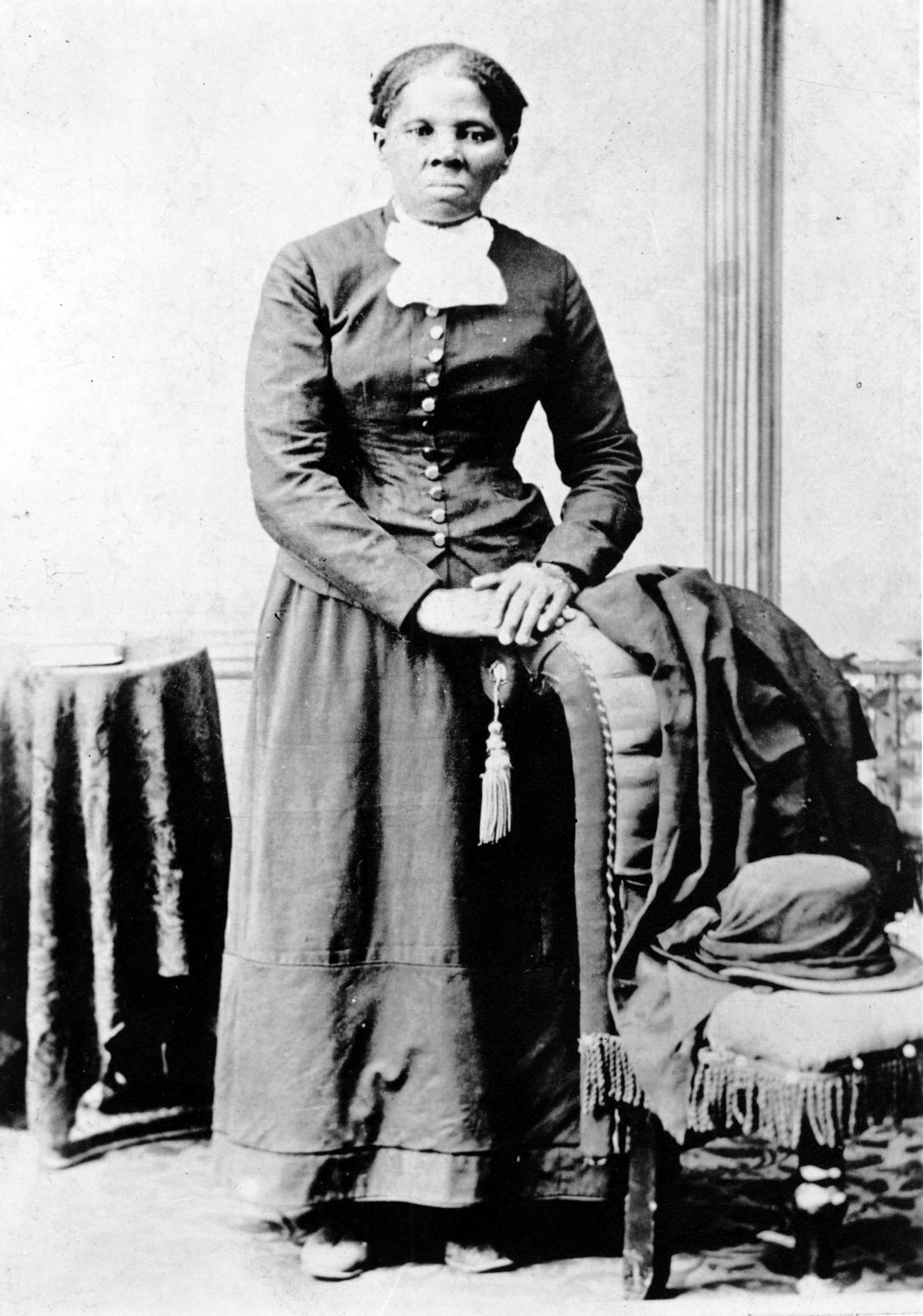
Harriet Tubman, une esclave afro-américaine fugitive, abolitionniste et « ravisseuse » du chemin de fer clandestin.

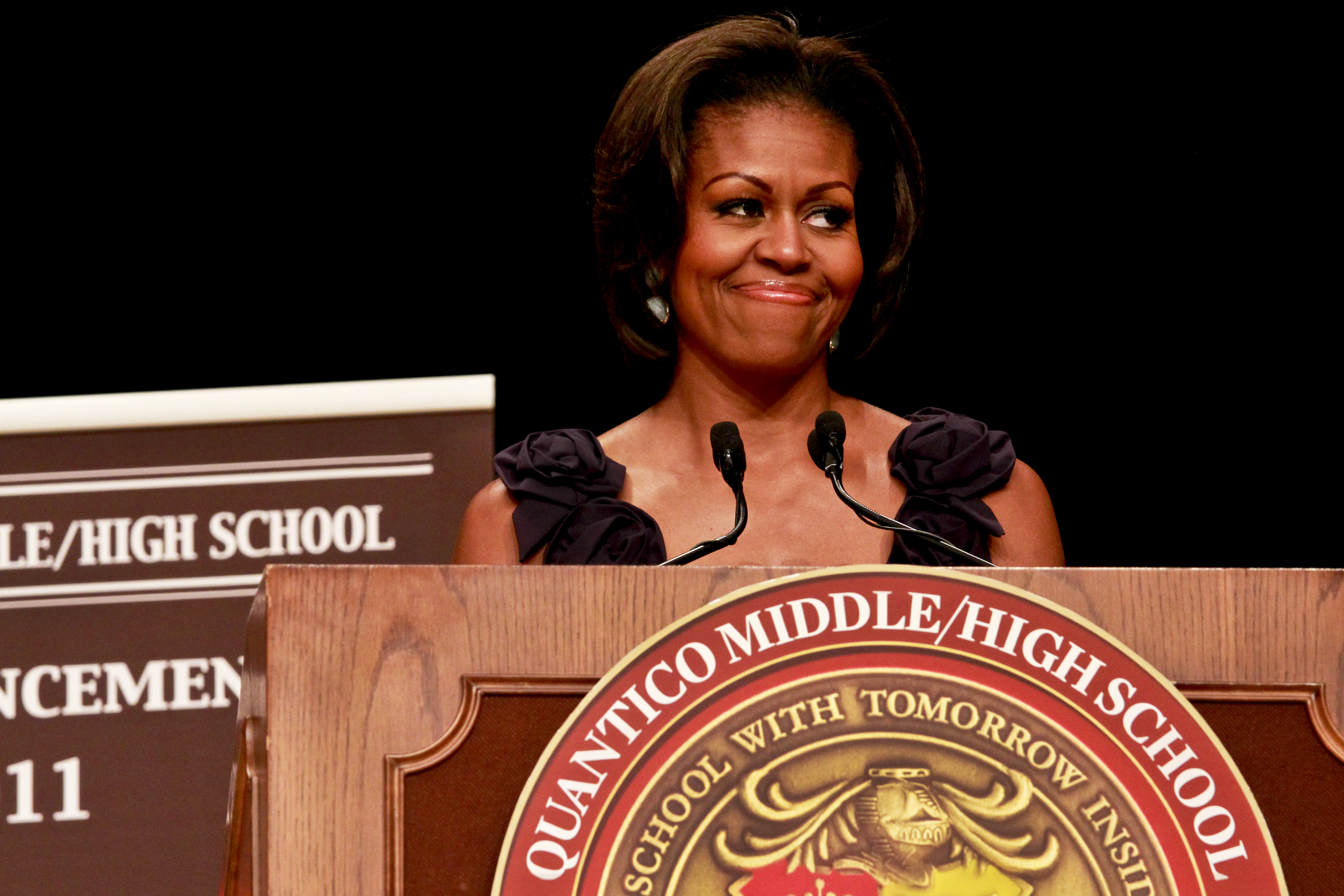
Michelle Obama, première première dame afro-américaine (2009-2017).

Lorsque les Africains étaient déportés en Amérique, les groupes culturels ou sociaux étaient mélangés et les colons ne connaissaient généralement pas ces différences.
De nouvelles cultures et identités complexes mélangeant les éléments de différents groupes africains et de la culture européenne apparurent, comme les Black churches et le Black English (en). Les registres de Louisiane montrent que les colons français et espagnols gardaient des traces plus complètes des identités des Africains incluant l'ethnie et le nom tribal.
En mars 1807, la Grande-Bretagne, qui contrôlait largement l'Atlantique, déclara la traite négrière illégale. (L'interdiction ne prit effet que le 1er janvier 1808, car la Constitution des États-Unis protégeait la traite négrière dans l'article I, section 9).
À ce moment-là, la plupart des Noirs aux États-Unis y étaient nés. Le terme « africain » devint donc problématique. Bien qu'il fût à la base une source de fierté, beaucoup de Noirs eurent peur que l'utilisation du terme africain pour les désigner ne soit une entrave à leur lutte pour obtenir la citoyenneté américaine complète[réf. nécessaire]. Ils pensèrent aussi que cela donnerait raison à ceux qui luttaient pour un retour des Noirs en Afrique. En 1835, les leaders noirs appelés « Noirs américains » retirèrent le mot « africain » et le remplacèrent par « nègre » ou « Américain de couleur ». Quelques institutions décidèrent de garder leur nom historique, comme l'église épiscopale méthodiste africaine. Les Afro-Américains ont utilisé les termes « nègre » ou « de couleur » pour se désigner, jusqu'à la fin des années 1960.

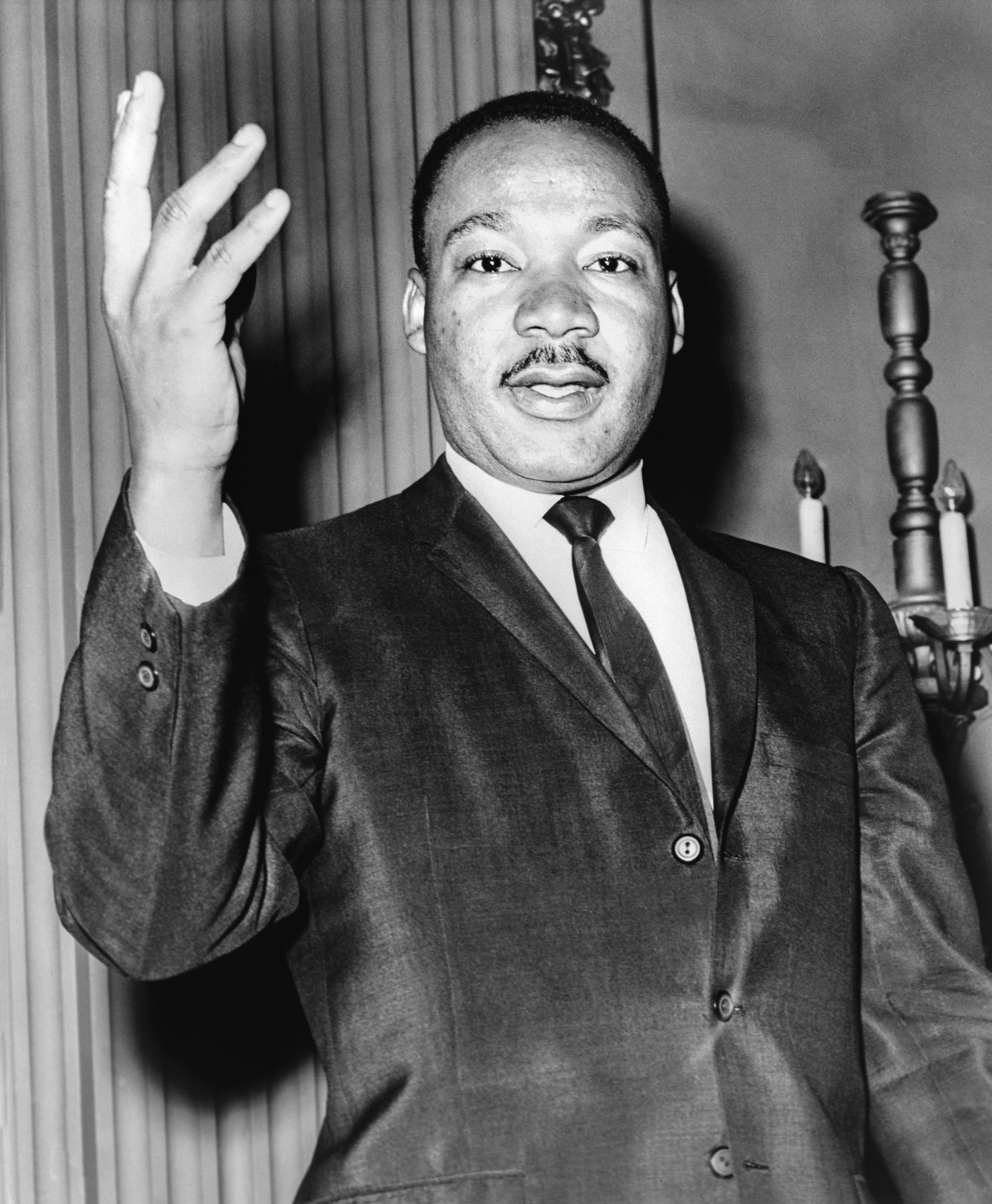
Martin Luther King, chef de file de la lutte pour les droits civiques des Noirs aux États-Unis.

Dans son discours I have a dream de 1963, Martin Luther King utilise le mot nègre quinze fois, et le mot noir, quatre fois. À chaque fois qu'il utilise le mot « noir », c'est pour faire une construction parallèle avec le « blanc », par exemple « les hommes noirs et les hommes blancs ».
Avec le succès des mouvements afro-américains des droits civiques, un nouveau terme était nécessaire pour briser les liens avec le passé et aider à retirer les rappels de la discrimination légale. À la place de « nègre », les activistes promurent l'utilisation du mot « noir » comme affirmation de fierté, de militantisme et de pouvoir. L'un des exemples les plus connus est le terme Black Power utilisé par Kwame Toure (Stokely Carmichael) et la chanson du chanteur James Brown Say It Loud – I'm Black and I'm Proud (« dites-le bien fort : je suis noir et j'en suis fier »).
Comme l'explique l'ouvrage socio-anthropologique Shades of Difference, le terme « noir » peut constituer une classification sociale allant au-delà de la couleur de peau. À la limite, selon les professeurs américains Lionel K. McPherson et Tommie Shelby, des personnes à la peau foncée pourraient être catégorisées comme appartenant à la catégorie sociale des Blancs si elles remplissent certains critères socioculturels de « blancheur », et des personnes à la peau claire n'ayant pas nécessairement d'ancêtre noir pourraient être catégorisées comme noires si elles remplissent certains critères socioculturels de « blackness ». Cependant, comme le précisent ces derniers chercheurs, les membres de la communauté afro-américaine ont [TRADUCTION] « une idée suffisamment claire de qui passe pour Noir au regard des questions sociales et politiques[,] [à savoir habituellement] toute personne que l'on sait être d'une descendance présentant les traits physiques associés aux personnes d'Afrique sub-saharienne et qui, sans nécessairement “sembler noire” elle-même, a bel et bien des ancêtres qui correspondaient au profil somatique concerné; car c'est la satisfaction à ce critère qui suffit à rendre une personne susceptible de stigmatisation et de discrimination raciales ». Ainsi, par exemple, les actrices Meghan Markle et Chloe Coleman font décidément partie de la communauté afro-américaine au sens large, bien qu'elles aient la peau plutôt pâle, voire tout à fait blanche dans le second cas.
En 1988, le leader des droits civils Jesse Jackson incita les Américains à utiliser le terme « afro-américain » parce qu'il avait une base culturelle historique et était une construction similaire aux termes utilisés par les descendants européens tels que « German-American », « Italian-American », etc. Depuis lors, les termes afro-américain et noir ont un statut égal. La controverse continue cependant sur le terme le plus approprié. Maulana Karenga et Owen Alik Shahadah affirment qu'afro-américain est plus juste parce qu'il exprime avec précision les origines historiques et géographiques. D'autres[Qui ?] stipulent que le mot « noir » est meilleur parce qu'« africain » suggère l'appartenance étrangère bien que les Noirs soient aux États-Unis depuis les débuts du colonialisme.
D'autres encore[Qui ?] pensent que le terme noir est inapproprié car les Afro-Américains ont des couleurs de peau variables. Les sondages montrent que la majorité des Noirs américains n'ont pas de préférence pour « afro-américain » ou «noir», même s'il y a une légère préférence pour « noir » dans certains contextes, et pour « afro-américain » dans d'autres. L'augmentation d'immigrants noirs originaires d'Afrique, des Caraïbes, et d'Amérique latine depuis la fin du XXe siècle a soulevé la question de savoir qui utilise vraiment le terme afro-américain. Les immigrants africains récents se voient parfois, et sont vus comme différents culturellement des Afro-Américains descendants d'esclaves africains.
Le recensement américain des races stipule qu'un « Noir » est une personne ayant des origines venant d'Afrique subsaharienne. Cela inclut les personnes qui se disent « noires, afro-américaines ou nègres » ou qui utilisent les termes écrits tels qu'afro-américains, kényan, nigérian ou haïtien. Le bureau de recensement note que ces classifications sont sociopolitiques et qu'elles ne doivent pas être interprétées de manière scientifique ou anthropologique.
La plus grande partie de la population américaine définie comme noire a également une ascendance européenne; une minorité a des ascendances amérindiennes. Des études génétiques[Lesquelles ?] sur des Afro-Américains montrent une ascendance européenne d'une moyenne de 17-18 %.

### Règle de l'unique goutte de sang

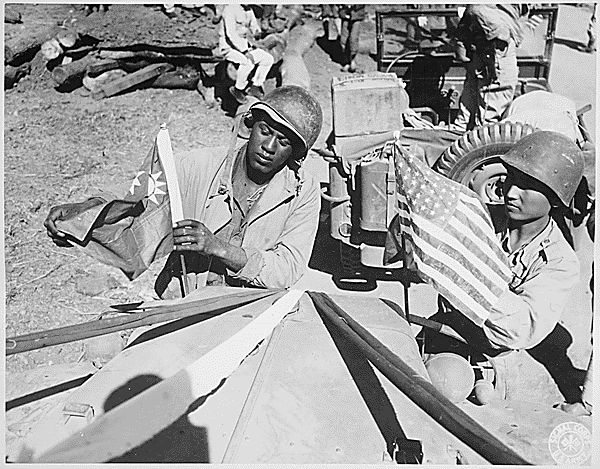
Un GI noir et un soldat chinois placent chacun le drapeau national de leur allié à l'avant de leur Dodge, sur la route de Ledo.

Depuis la fin du XIXe siècle, le Sud utilise la règle de l'unique goutte de sang (one-drop rule) pour qualifier de « noire » toute descendance d'un esclave. Cette pratique d'hypodescendance n'a pas été législativement mise en pratique avant le début du XXe siècle.
Légalement, la définition de l'hypodescendance variait d’État en État. La définition raciale était plus flexible aux XVIIIe et XIXe siècles avant la guerre de Sécession. Par exemple, le président Thomas Jefferson possédait des esclaves qui étaient légalement blancs (moins de 25 % de sang noir) selon la loi de Virginie à ce moment-là, mais puisqu'ils étaient nés de mère servile, ils étaient esclaves selon le principe du Partus sequitur ventrem inscrit dans la loi virginienne de 1662 sur l'esclavage.
Cette règle a pu être analysée comme un moyen de préserver la hiérarchie raciale héritée de l’esclavage.
Certains des plus importants abolitionnistes et activistes des droits civiques étaient métis, comme Frederick Douglass, Robert Purvis et Langston Hughes ; ils se sont battus pour l'égalité pour tous.

### Blackness

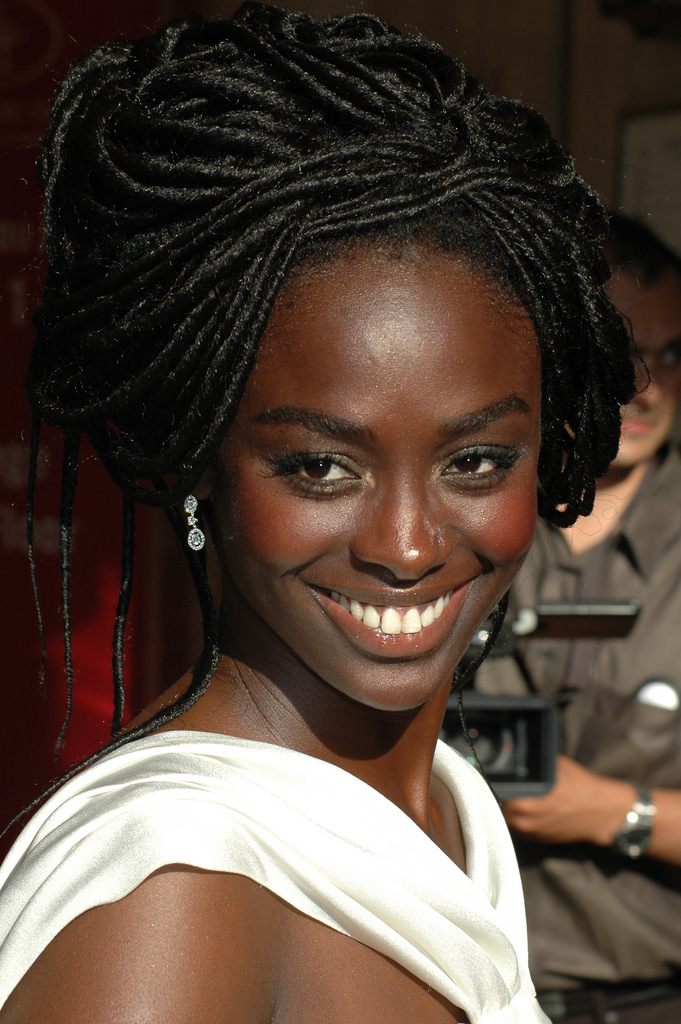
Aïssa Maïga, actrice française d'origine africaine (sénégalaise, malienne et gambienne).

Le concept de blackness aux États-Unis a été décrit permettant à une personne de s'associer à la culture et aux valeurs générales afro-américaines. Ce concept n'est pas seulement basé sur la race mais plus sur la culture et le comportement. La blackness peut être opposée avec le fait « d'agir comme un blanc (en) » qui définit les Américains Noirs qui selon d'autres, agissent avec les caractéristiques stéréotypées des Américains blancs et l'assument. Cela concerne la mode, la manière de parler, les goûts musicaux, et certainement, du point de vue de la jeunesse Noire, la réussite scolaire.
La notion de blackness peut également s'étendre aux personnes n'étant pas Noires. Toni Morrison a un jour décrit Bill Clinton comme le premier président Boir, à cause de sa relation privilégiée avec les Afro-Américains, son éducation faible, et parce qu'il est un musicien de jazz. Certains activistes Noirs furent offensés, soutenant que Clinton a utilisé sa connaissance de la culture Noire pour exploiter les Noirs pour une victoire politique, ce qu'aucun autre président n'avait fait avant, sans pour autant servir la cause des Noirs. Ils notèrent son manque d'action durant le génocide du Rwanda et sa réforme de l'aide sociale qui, d'après Larry Robert, a mené à la pire période de pauvreté infantile depuis les années 1960. D'autres ont constaté que le nombre de Noirs en prison avait augmenté durant son mandat.
Le débat autour du fait Noir a également fait son apparition durant la campagne présidentielle de Barack Obama. Des commentateurs s'interrogeaient sur le fait qu'Obama puisse être qualifié de premier « président Noir », son parcours n'étant pas typique d'un Afro-Américain. En effet, son père est kényan et sa mère une Américaine blanche. Obama a choisi de se définir en tant qu'Afro-Américain.
En juillet 2012, le site de généalogie Ancestry.com rapporta que selon les recherches ADN faites par son équipe, il était probable qu'Obama fût un descendant, par sa mère, de John Punch, considéré par certains historiens comme le premier esclave africain dans la colonie de Virginie. Indentured servant, il fut « ramené à la vie » en 1640 après avoir tenté de s'échapper. Son histoire, ainsi que celle de ses descendants est l'histoire de l'Amérique, puisque lui et ses fils, comme beaucoup de domestiques, se sont mariés ou ont eu des unions avec des femmes blanches. Leurs enfants étaient libres puisque nés de femmes libres.

## En Afrique du Sud

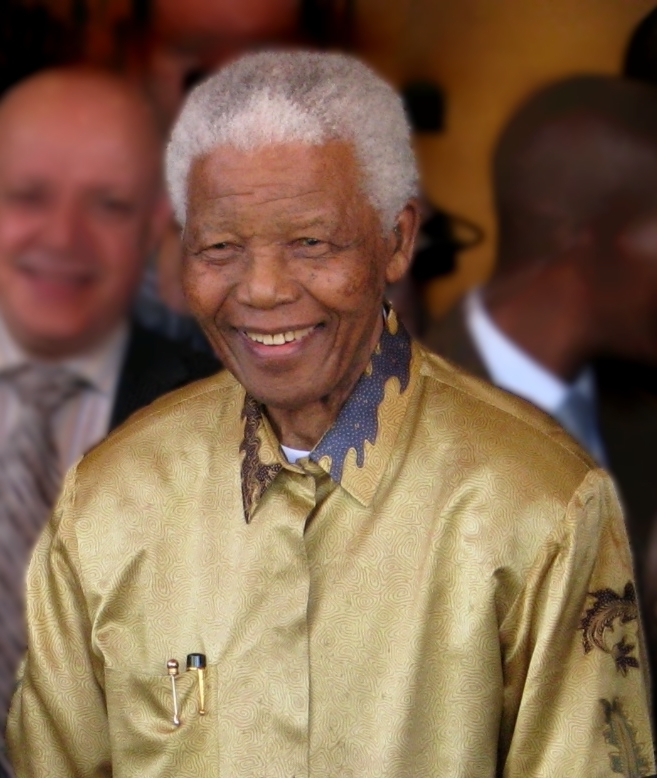
Nelson Mandela a conduit le mouvement ANC dans sa bataille contre l'apartheid en Afrique du Sud.

Lors de l'apartheid, selon l'historien François-Xavier Fauvelle, « il existait des “Blancs” foncés de peau aussi bien que des gens “de couleur” on ne peut plus blancs. Bref, l’appartenance raciale est autant affaire de couleur de peau que d’identité sociale ».
En juin 2008, dans l'Afrique du Sud post-apartheid, la justice a accepté que les Chinois du pays soient classés dans la catégorie administrative « noirs » afin qu’ils bénéficient des politiques de discrimination positive.

## En médecine
Aux États-Unis, les études indiquent des différences entre une population qualifiée de « noire » et une population qualifiée de « blanche », par exemple la mort subite est plus fréquente chez les noirs, mais l'interprétation de cette différence est discutée. Elle ne s'expliquerait pas totalement par des facteurs socio-économiques ou des facteurs de risque. Cependant d'autres études indiquent que les facteurs de risque, le niveau de revenu et le niveau d'éducation sont les principales raisons des différences raciales de mortalité cardiovasculaire,.

## Dans l'art

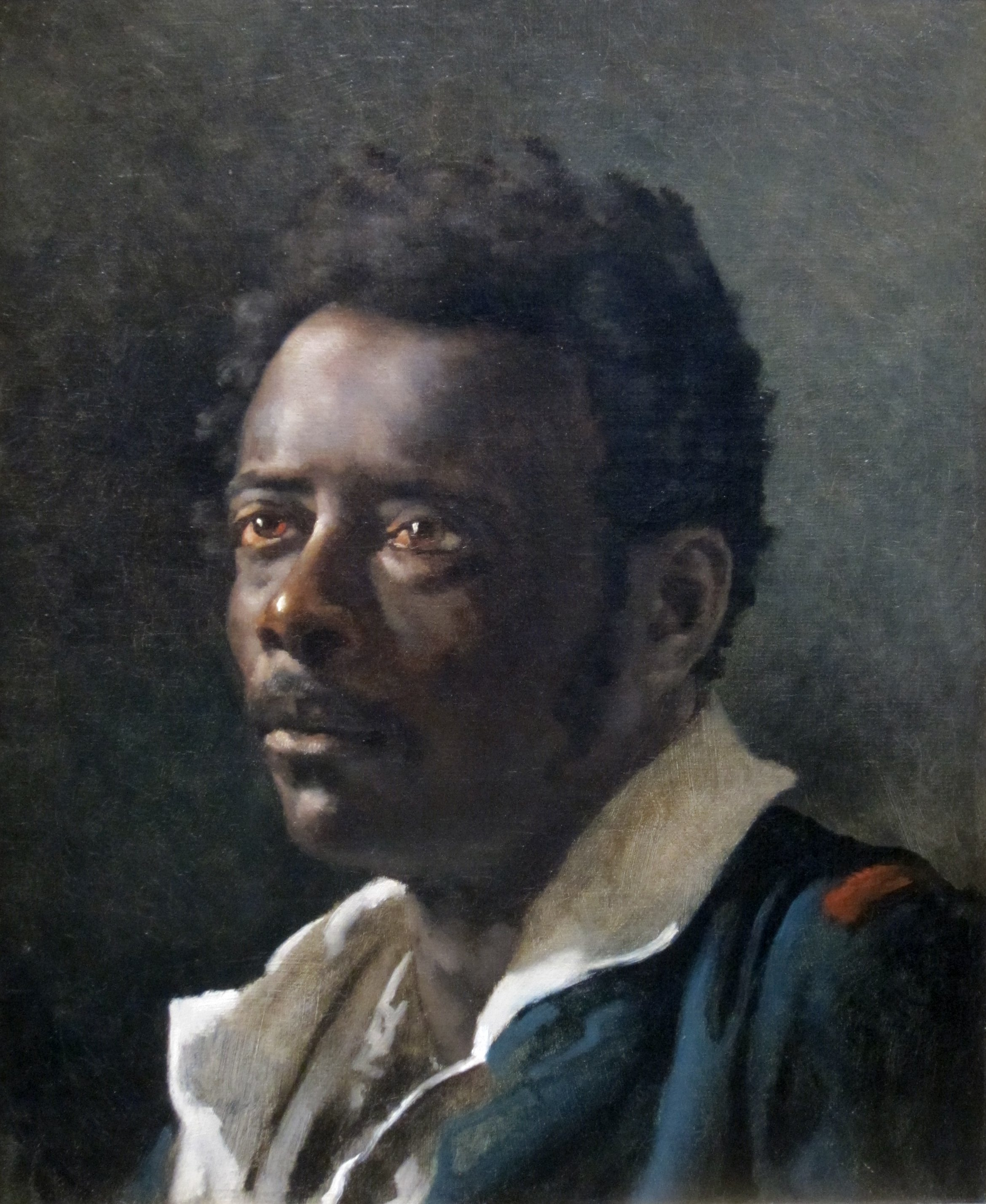
Étude d'homme, d'après le modèle Joseph, par Théodore Géricault, vers 1818-1819.

La question de la représentation des Noirs dans l'art est un objet d'études en histoire de l'art. C'est par exemple le principal sujet d'étude de la chercheuse Anne Lafont. Diverses expositions artistiques ont également eu lieu sur cette question, notamment Le Modèle noir, de Géricault à Matisse au Musée d'Orsay à Paris.

## Galerie

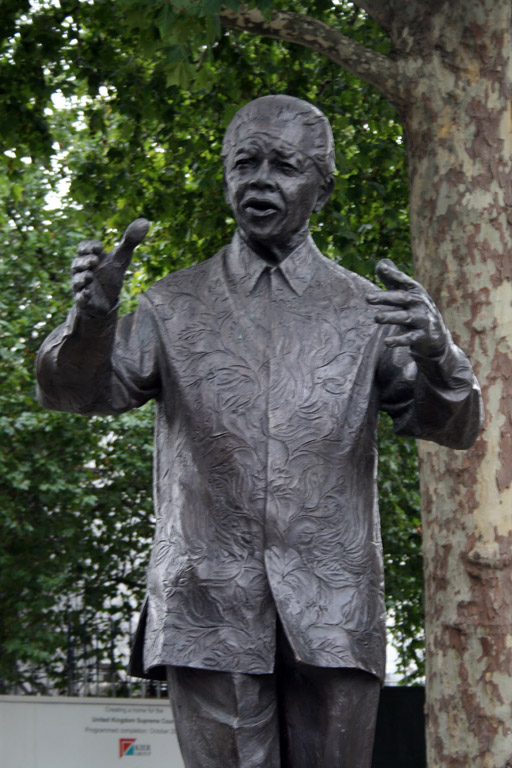
Statue de Nelson Mandela à Parliament Square, Londres.
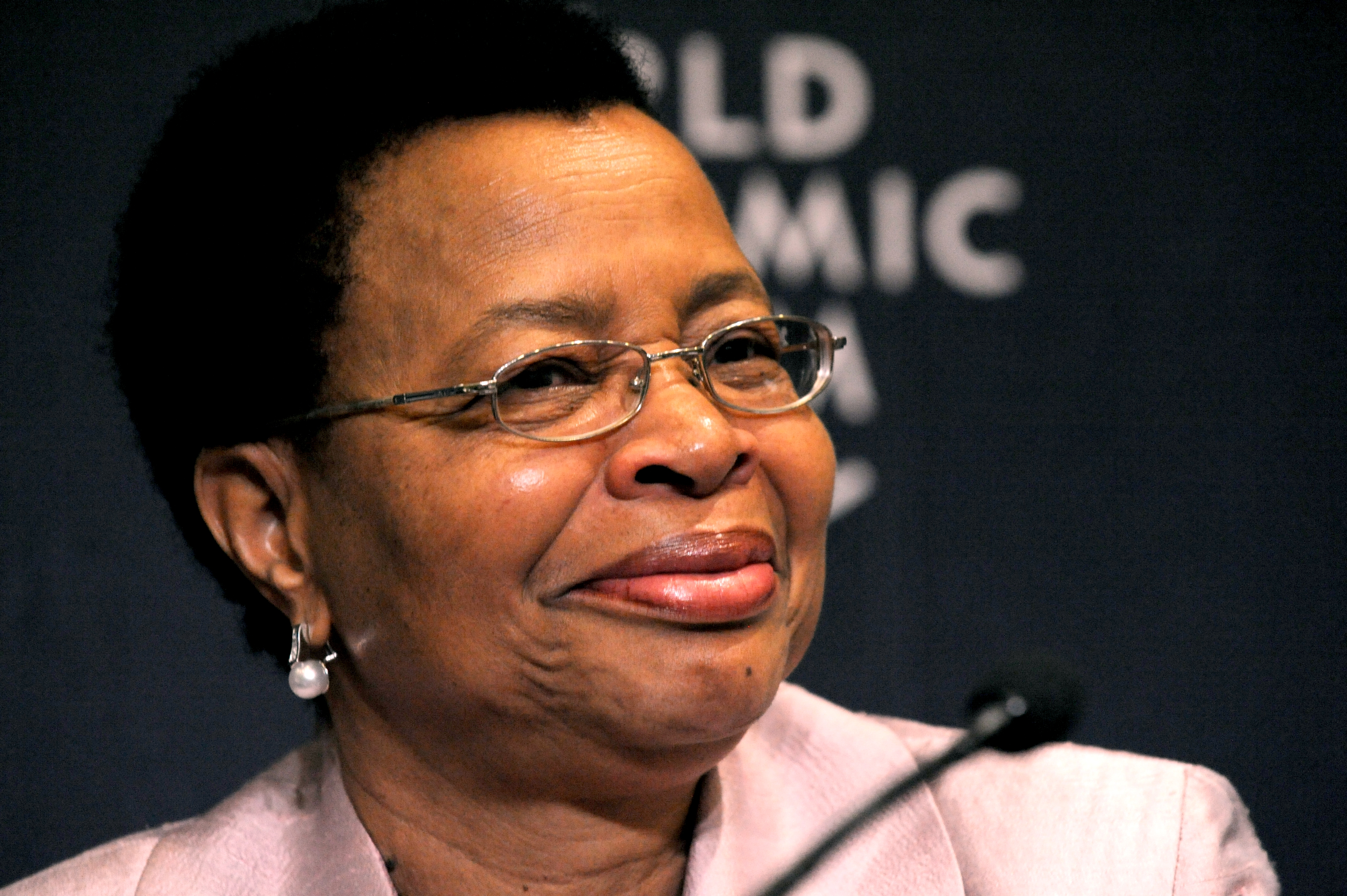
Graça Machel en 2010.
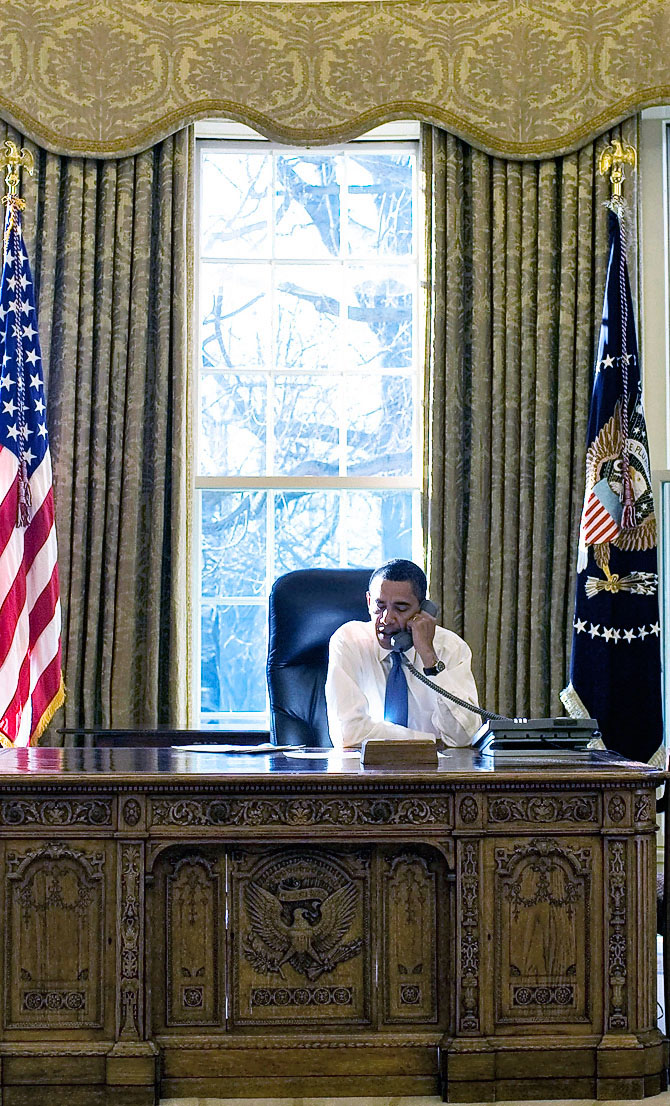
Barack Obama dans le Bureau ovale, le premier jour de sa présidence.
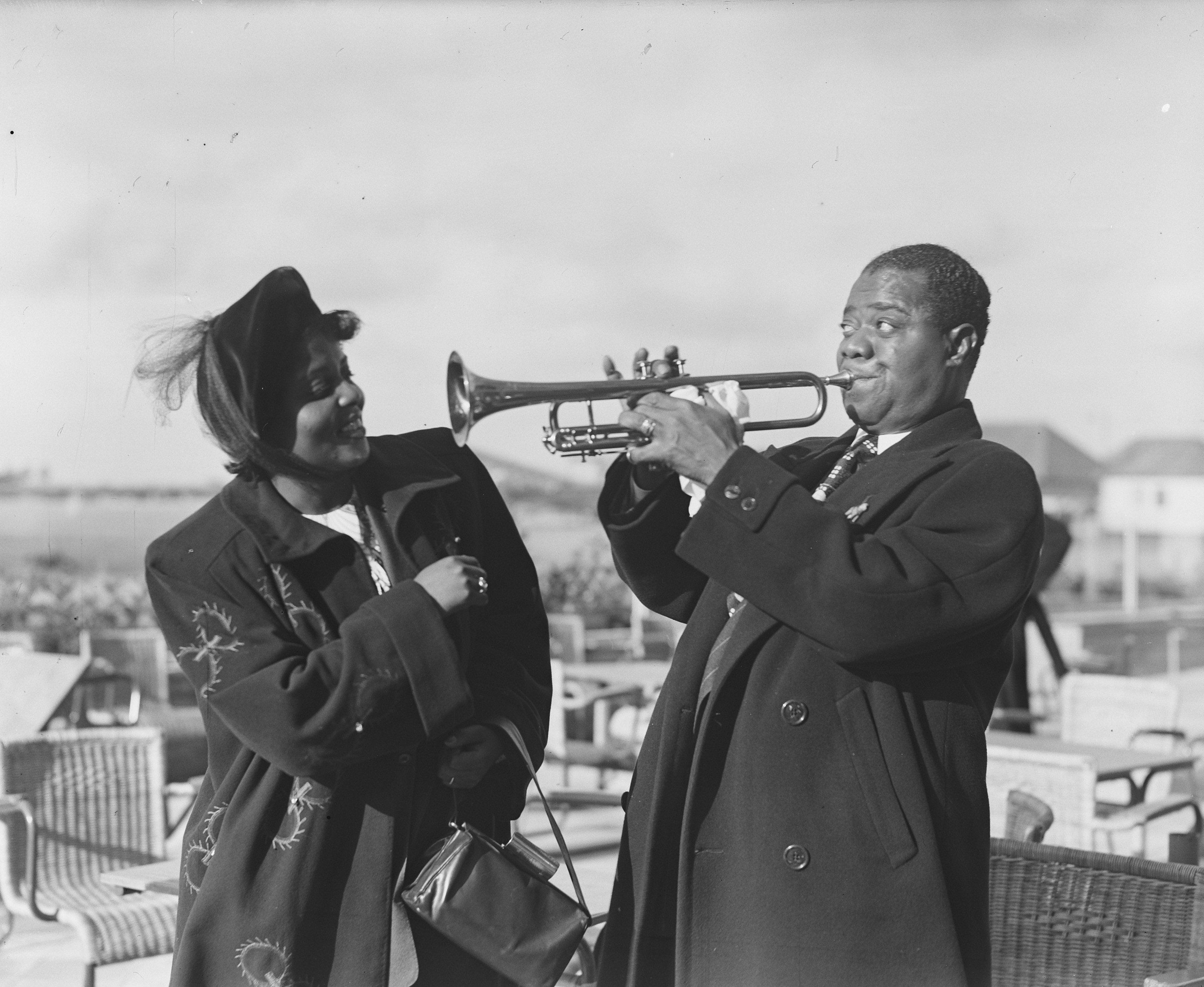
Louis Armstrong avec son épouse Lucille Wilson, en 1949.
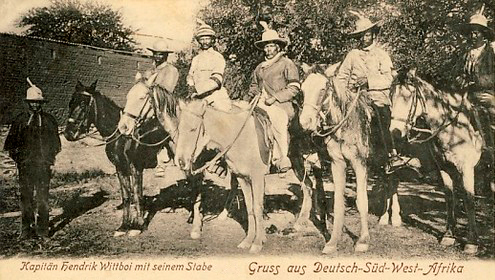
Nama - Chef Hendrik Witbooi (au centre) et ses compagnons.
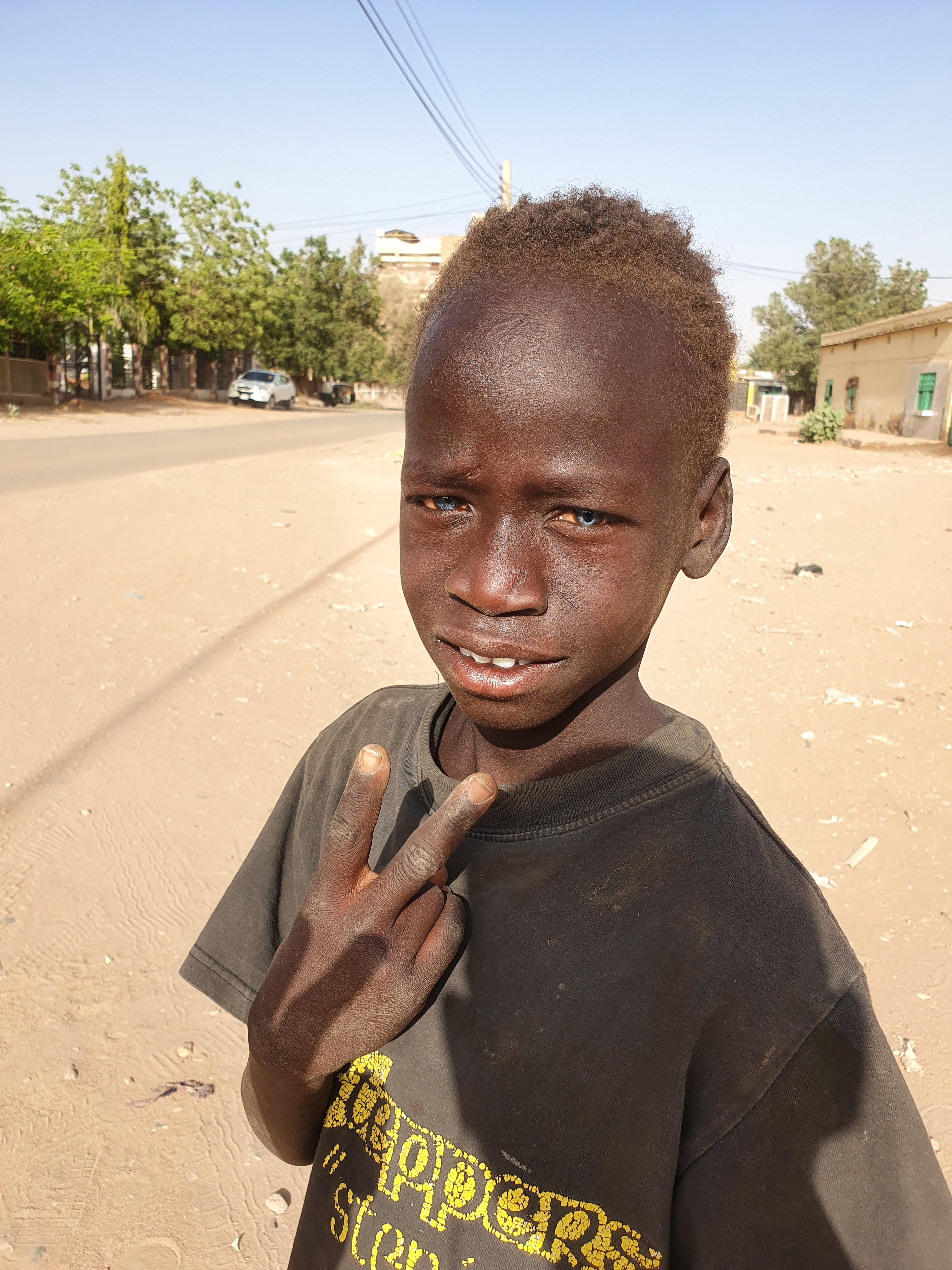
Jeune africain subsaharien aux yeux bleus.
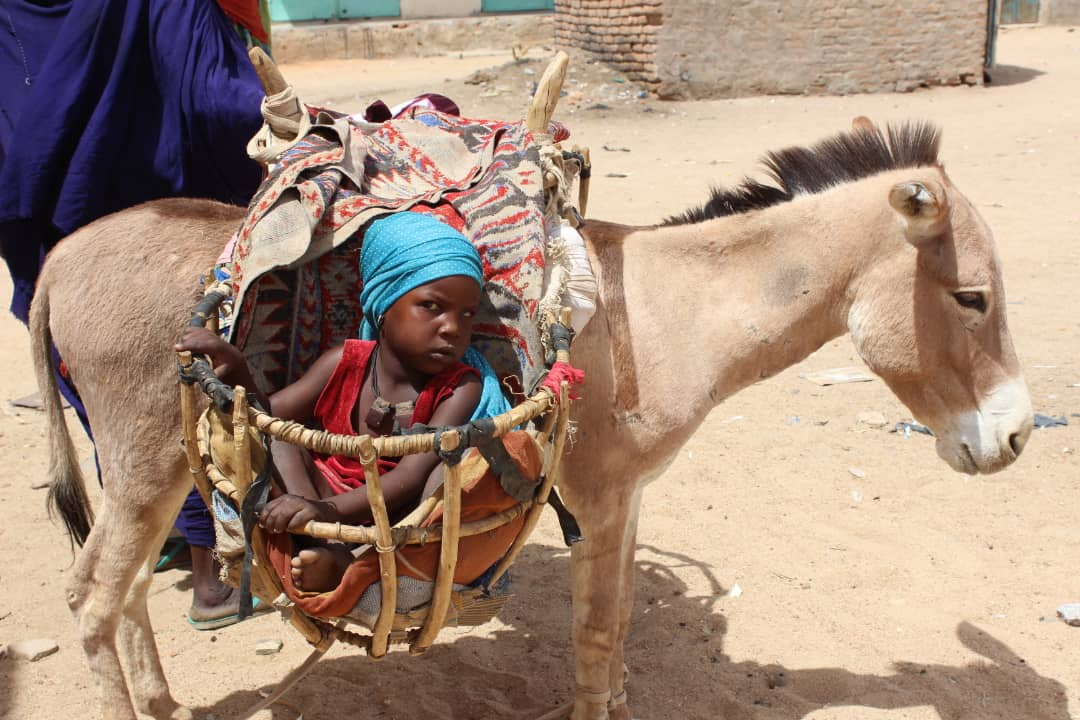
Âne transportant un enfant sur une route de Bol.
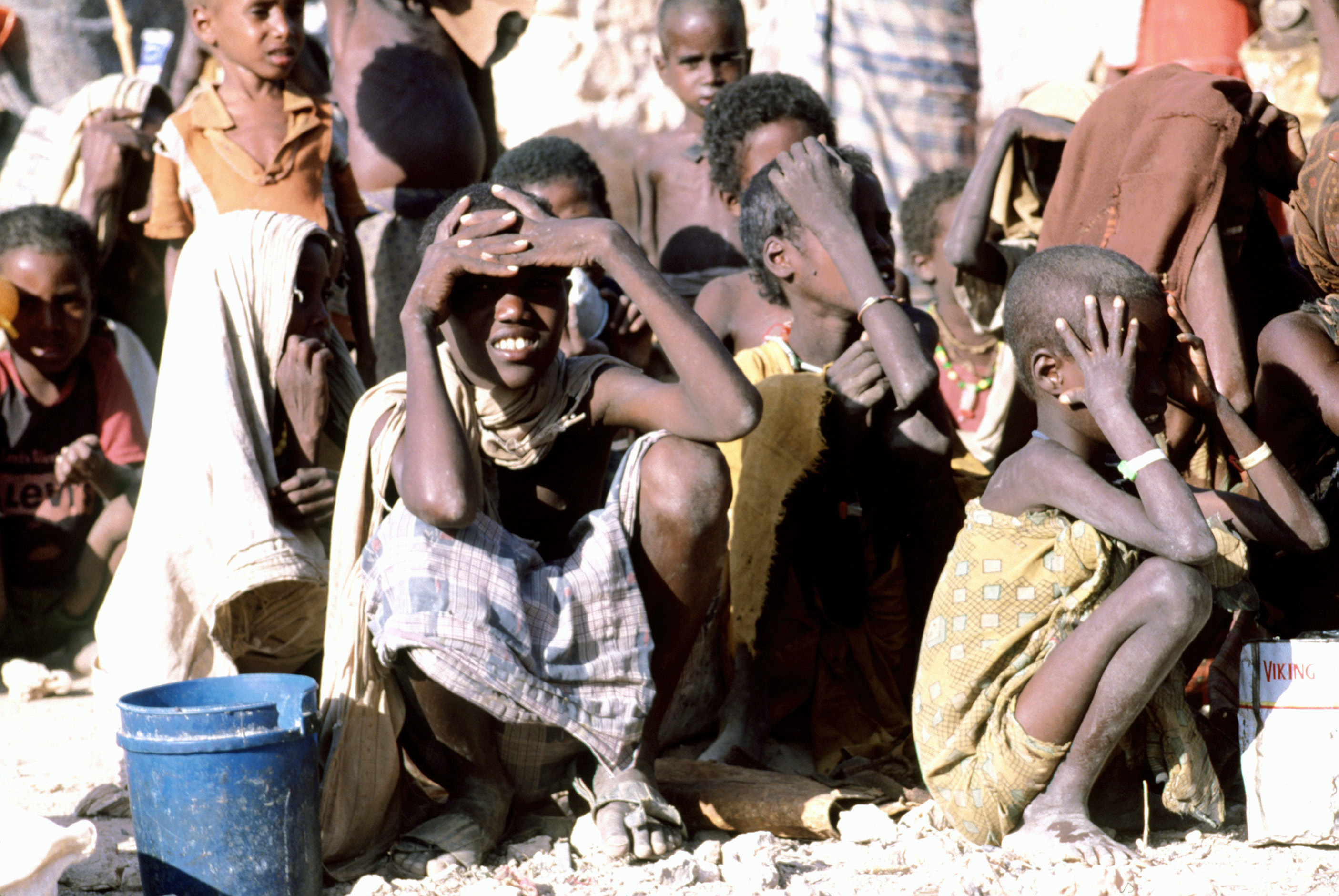
Famine de 1992 en Somalie.
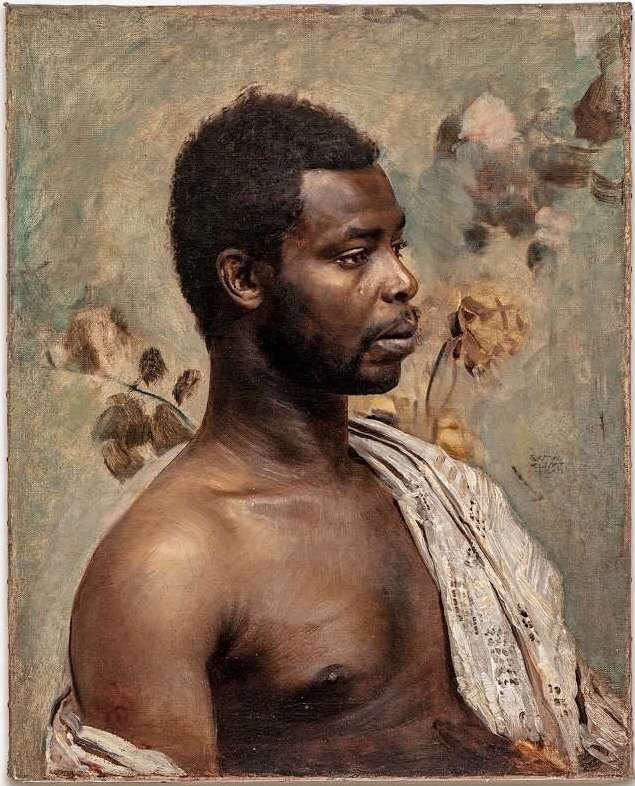
Le prince Guillaume Nii Nortey Dowuona, peint en 1897 par Gustav Klimt[39].